# C/2013 N4 (Борисова)
C/2013 N4 (Борисова) — долгопериодическая комета, открытая крымским астрономом-любителем Геннадием Борисовым 8 июля 2013 года с использованием светосильного широкоугольного 230-мм астрографа (1:1,5) собственной конструкции, под названием «Генон» (англ. Genon).
Комета C/2013 N4 была обнаружена около яркой звезды Капелла в созвездии Возничего, как объект 13-й звёздной величины. Наблюдения проводились в период с 5 по 8 июля 2013 года на территории Крымской станции ГАИШ МГУ, в Бахчисарайском районе, на высоте 600 метров над уровнем моря. Комета была подтверждена 13 июля 2013 года.
Комета C/2013 N4 (Борисова) является первой кометой, открытой с территории независимой Украины.

## Статьи
- Андрей Остапенко. Комета Борисова: долгожданное открытие // Вселенная, пространство, время : журнал. — Киев: ЧП «Третья планета», 2013. — Вып. август, № 8 (109). — С. 39.